# Zenkerella egregia
Zenkerella egregia é uma espécie vegetal da família Fabaceae.
Apenas pode ser encontrada na Tanzânia.